# Stima accettata
La stima accettata è una clausola delle polizze assicurative che prevede un accordo tra l'assicuratore e l'assicurato, sul preciso valore da attribuire ai beni assicurati. In caso di sinistro, la quantificazione del danno è già immediatamente definibile sulla base dei valori concordati.

## La condizione dell'indennizzo
Questa particolare condizione contrattuale è rivolta prevalentemente a chi desidera assicurare fabbricati, opere d'arte, oggetti d'arte o collezioni in genere. Per assicurarsi un equo risarcimento, in caso di un evento dannoso, è necessario sottoscrivere una polizza "con stima accettata", con una Compagnia di assicurazioni che accetta questo tipo di contratto.
Il valore degli oggetti assicurati è convenuto, a seguito di stima da parte di un perito, all'atto della stipula tra l'assicurato e la compagnia assieme ad eventuali coperture sui trasporti e/o spedizioni per mostre, giacenze fuori del domicilio abituale e deposito in cassette di sicurezza. Il valore dovrà essere periodicamente aggiornato.
La legge si esprime chiaramente riguardo all'accertamento del valore delle cose oggetto del contratto. Con una polizza assicurativa con stima accettata l'assicuratore risarcisce il danno tenendo conto del valore attribuito dalle parti. Qualora tale stima risulti eccedente il vero valore dell'opera, a seguito di una contro-valutazione, l'assicuratore potrà non rispettare la stima.

## Altri significati
In epoche passate la locuzione identificava anche la situazione nella quale compratore e venditore di un bene immobile si rivolgevano ad un terzo, in genere un perito, cui rimettevano la valutazione del bene stesso per la determinazione del prezzo. La "stima accettata" era dunque in quel caso quel tipo di negozio giuridico nel quale la stipula dell'accordo era già compiuta ed efficace (capace cioè di produrre effetti) prima ancora di conoscerne il prezzo.